# Saenchai
Suphachai Saepong (en tailandés: ศุภชัย แสนพงษ์; Maha Sarakham, 30 de julio de 1980), conocido como Saenchai (en tailandés: แสนชัย),  un luchador de Muay Thai tailandés. Es un campeón seis veces del Lumpinee Stadium en cuatro categorías de peso diferentes. Se le considera uno de los mejores luchadores de Muay Thai de todos los tiempos.

## Biografía
Saenchai comenzó a Muay Thai a la edad de ocho años en el campamento Sor Kingstar en Khon Kaen. Luego se fue a Bangkok a la edad de 17 años, donde se unió al campamento Jocky Gym durante cinco años.
Ganó el título del Campeonato Lumpinee Stadium en 1997 en la categoría de peso supermosca, y luego en 1998 en la categoría de peso gallo. Luego fue trasladado al Kamsing Gym, el campo de entrenamiento de Somluck Kamsing.
Después de una disputa con Somluck sobre la pelea en Japón, Saenchai se unió a Kingstar Gym. Ganó dos nuevos cinturones en Lumpinee en las categorías de peso pluma y peso ligero.
Fue nombrado "Luchador del Año" por los Sports Writers of Thailand en 1999 y 2008. Un luchador ultra técnico, es conocido por su patada de rueda también llamada "Cartwheel Kick".
Saenchai se retiró del circuito tailandés en 2014, pero continúa luchando activamente contra boxeadores extranjeros.